# Caso benefactivo
El caso benefactivo (abreviado como BEN) es un caso gramatical usado para los casos donde en el español se podría emplear "para" o "en beneficio de". Por ejemplo, "María abrió la puerta para José" o " Este libro es para Mario".

## Ejemplos
Ejemplos de lenguas con caso benefactivo:
- El vasco, que tiene el sufijo benefactivo -entzat.
- El quechua sureño es otro ejemplo y su correspondiente sufijo es -paq.

En otras lenguas como el náhuatl, marcan el benefactivo con formas de acusativo, pero usan una voz oblicua del verbo.
- Datos: Q664905